# پاشا (روسپی‌خانه)
پاشا (انگلیسی: Pascha (brothel)، آلمانی: Pascha (Köln))، روسپی‌خانه‌ای در دوازده طبقه با صدها تن‌فروش و ۸۰ کارمند در شهر کلن آلمان، فعال است.

## پیشینه روسپی‌خانه پاشا
پاشا در سال ۱۹۷۲ تحت نام مرکز اروس در هورن‌استراخش کلن ساخته شد، هدف از ساخت این مرکز مقابله با منطقه سرخ برینک‌گس بود تا بتوانند بهتر بر روسپیان شهر نظارت داشته باشند. بسته‌شدن منطقه سرخ برینک‌گس با مخالفت روسپیان روبه‌رو شد. در سال ۱۹۹۵ مرکز اروس نام خود را به پاشا تغییر داد.

## ویژگی‌های پاشا
روسپی‌خانه پاشا ۲۴ ساعته فعال هست. هزینه ورودی به روسپی‌خانه ۵ یورو می‌باشد هزینه اجاره اتاق و سکس جداگانه محاسبه می‌شود. یک طبقه در پاشا مخصوص روسپیان با قیمت پایین و یک طبقه به روسپیان فرانسوی اختصاص داده شده‌است. لابی هتل دارای میخانه و کاباره‌های متعدد هست که رقص دور میز از صحنه محبوب هر روز لابی روسپی‌خانه پاشا است.

## سوء قصدها و قتل‌ها در روسپی‌خانه
در سال ۲۰۰۳ یک تن‌فروش تایلندی مورد سوء قصد قرار گرفت و جان خود را از دست داد روسپی نامبرده نتوانست کلید هشدار اتاق را به صدا درآورد. در سال ۲۰۰۶ یک روسپی مورد سوء قصد با چاقو قرار گرفت که با رسیدن مأموران امنیتی روسپی‌خانه نجات پیدا کرد.

## جنجال‌ها
در اوت ۲۰۰۵ دو روسپی ۱۹ ساله و ۲۵ ساله با اجاره یک اتاق از طریق اینترنت یک فراخوان عمومی برای رکوردزنی ارائه دادند. این دو روسپی توانستند در مدت ۱۱ ساعت ۱۱۵ مرد هم‌آغوشی و سکس کنند. گفته می‌شود در این فراخوان ۱۷۰۰ نفر به پاشا مراجعه کردند.
در آوریل ۲۰۰۶ و کوتاه‌زمانی پیش از برگزاری جام جهانی فوتبال در آلمان، یک بنر تبلیغاتی غول‌پیکر روی ساختمان روسپی‌خانه نصب شد که تصویر زنی برهنه به‌همراه پرچم کشورهای شرکت‌کننده در جام جهانی را نشان می‌داد. روی این بنر پرچم کشورهایی مانند عربستان سعودی، ایران و تونس وجود داشت که منقش به نوشته یا علامت‌های مذهبی هستند. نصب این بنر که چند ماه پس از جنجال کاریکاتورهای محمد اتفاق افتاد باعث شد گروهی از مسلمانان روسپی‌خانهٔ پاشا را متهم به توهین به اسلام و تهدید به خشونت کنند. پس از تجمع حدود ۳۰ معترض کلاهدار مسلح به چاقو و چماق در مقابل ساختمان روسپی‌خانه، مسئولان پاشا با رنگ سیاه پرچم‌های ایران و عربستان سعودی را از روی بنر محو کردند.
در سپتامبر ۲۰۰۷ یک زوج ترک‌تبار قصد داشتن با گالن بنزین و کوکتل مولوتوف روسپی‌خانه را به آتش بکشند که توسط کارکنان امنیتی پاشا دستگیر شدند.

## پرونده‌های قضایی
در پی یورش پلیس آلمان در آوریل ۲۰۰۵ به پاشا ۲۳ نفر از کارکنان پاشا دستگیر شدند. جرم آنها نقض قانون مهاجرت، نقض قانون حداقل سن برای آمیزش جنسی و فروش کوکائین بود. هرمان مولر بنیان‌گذار پاشا به خاطر فرار مالیات در یکی از روسپی‌خانه‌های اقماری خود در مونیخ به سه سال زندان محکوم شد.